# 琴形隙蛛
琴形隙蛛（学名：Coelotes lyratus）为暗蛛科隙蛛属的动物。在中国大陆，分布于湖南等地。该物种的模式产地在湖南桑植天平山。